# Wittershausen (Oberthulba)

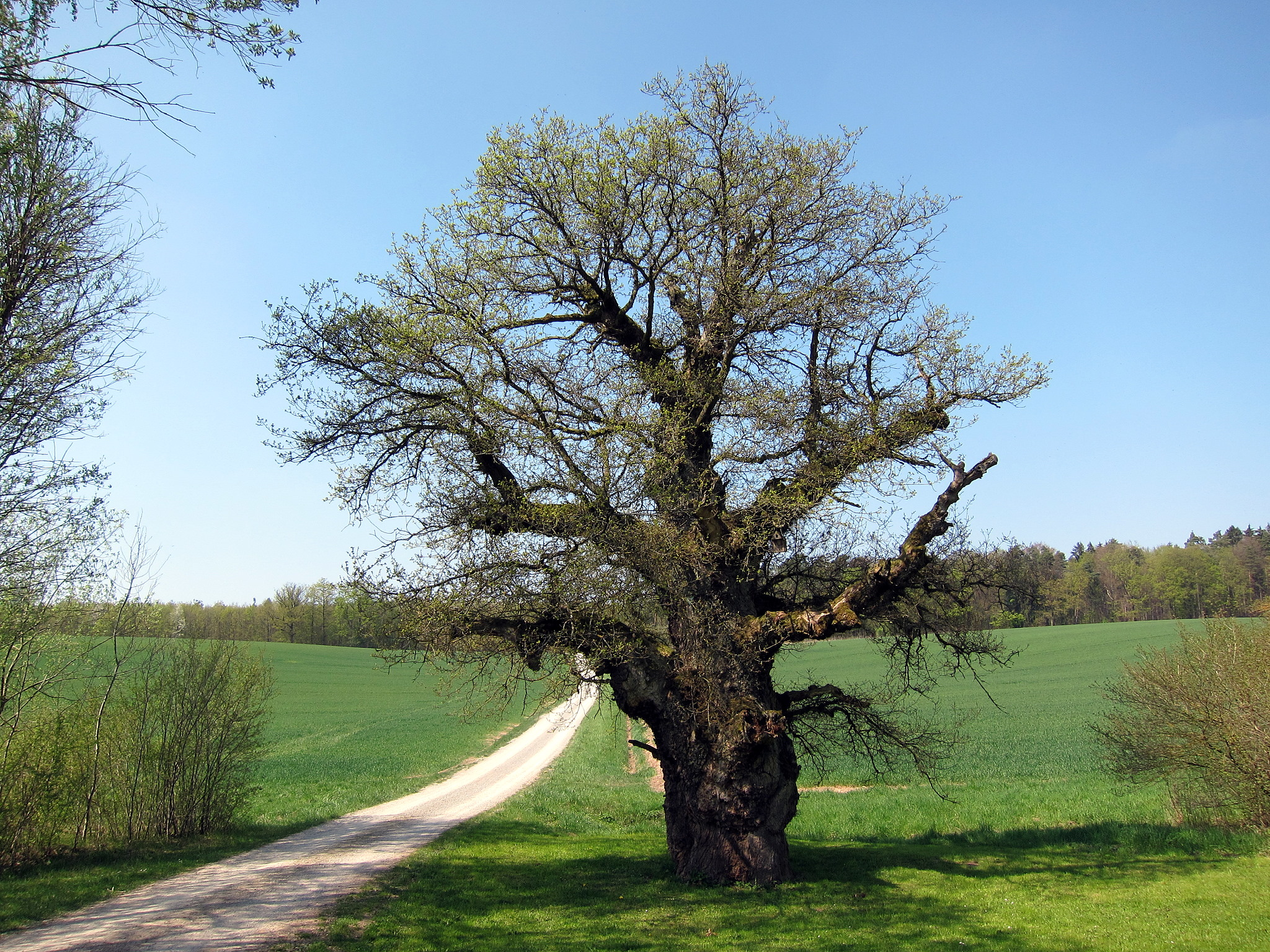
Neuwies-Eiche bei Wittershausen

Wittershausen ist ein Gemeindeteil des Marktes Oberthulba im unterfränkischen Landkreis Bad Kissingen in Bayern.

## Geographische Lage
Das Kirchdorf Wittershausen liegt südöstlich von Oberthulba. Die durch den Ort verlaufende Staatsstraße 2290 führt in nordwestlicher Richtung nach Oberthulba und in südöstlicher Richtung zur Gemeinde Aura an der Saale. Von Wittershausen aus führt die Kreisstraße KG 13 zum Bad Kissinger Stadtteil Garitz.

## Geschichte

### Ersterwähnung
Lange Zeit wurde als erste bekannte Erwähnung von Wittershausen das Jahr 1317 angenommen, wie es auch der Wittershausener Dorfschullehrer T. Weimer in seiner „Heimatkundlichen Stoff- und Beispielsammlung“ im Jahr 1960 vermerkt hat. Zu dieser Zeit gehört Wittershausen zur Pfarrei Euerdorf, ab 1668 zu Aura an der Saale, heute zu Oberthulba.
Laut den von Würzburger Archivar Hermann Hofmann im Jahr 1972 herausgegebenen Lehenbüchern des Hochstifts Würzburg datiert die Ersterwähnung jedoch bereits auf die Jahre 1303/1304. Demzufolge wird Wittershausen bereits im für den Würzburger Bischof Andreas von Gundelfingen angefertigten Lehenbuch genannt (Lehenbücher wurden für jeden Bischof neu angefertigt). Der Ortsname leitet sich vom Ortsgründer Witrich (geschrieben: Uuitrich oder Uuitrih, aus Witurich) ab, der mehrfach in Schenkungsurkunden des 9. Jahrhunderts als Zeuge für die jeweilige Schenkung genannt wurde und möglicherweise aus dem Saaletal oder dem Thulbatal stammte.

### Mittelalter und Neuzeit
Im 14. Jahrhundert entstand der Originalbau der heutigen St.-Georgs-Kirche des Ortes. Unter dem Würzburger Fürstbischof Julius Echter von Mespelbrunn dieser Kirchenbau im Jahr 1612 um einen Kirchturm im nachgotischen Stil ergänzt.
Im Jahr 1796 fiel der Ort einer gravierenden Viehseuche zum Opfer, diese wurde der Anlass einer Wallfahrt zur Sulzthaler Heilig-Kreuz-Kapelle. In den Jahren 1816/17 erfolgte durch Missernten eine große Hungersnot, die durch Getreidelieferungen aus Würzburg gelindert werden mussten.
Im Jahr 1854 entstand das Schulhaus des Ortes, das mehrfach – zuletzt von 2016 bis 2017 – umgebaut und renoviert wurde.

### Zwanzigstes Jahrhundert
Mit dem Bau eines neuen Langhauses durch den Würzburger Dombaumeister Hans Schädel in den Jahren 1957/58 erhielt die St.-Georgs-Kirche ihre heutigen Form. Im Jahr 1967 entstand das Leichenhaus des örtlichen Friedhofs, der im selben Jahr umgestaltet wurde.
Von 1967 bis 1980 fand in Wittershausen die Flurbereinigung statt.
Am 1. Juli 1971 wurde Wittershausen im Rahmen der Gebietsreform in Bayern nach Oberthulba eingemeindet.

## Baudenkmäler
Neben der St.-Georgs-Kirche sind elf weitere Objekte in die Liste der Baudenkmäler in Wittershausen eingetragen.